# جون إليس (عازف ساكسفون)
جون إليس (بالإنجليزية: John Ellis)‏ هو عازف ساكسفون أمريكي، ولد في 13 أبريل 1974.

## وصلات خارجية
- جون إليس على موقع ميوزك برينز (الإنجليزية)
- جون إليس على موقع ديسكوغز (الإنجليزية)